# مونته‌لاباته
مونته‌لاباته (به ایتالیایی: Montelabbate) یک کومونه در ایتالیا است که در استان پزارو و اوربینو واقع شده‌است. مونته‌لاباته ۱۹٫۶ کیلومترمربع مساحت و ۵٬۸۷۶ نفر جمعیت دارد و ۶۵ متر بالاتر از سطح دریا واقع شده.